# Île Newton
L'île Newton (en russe : Остров Ньютона) est une petite île de la terre François-Joseph, en Russie.

## Géographie
Située à 11 km au sud de l'île Hooker, longue de 2,5 km, son point culminant est une colline de 21 m d'altitude au centre de l'île. Au nord se trouve un petit lac. Elle est entièrement libre de glace. 

## Histoire
Découverte par Benjamin Leigh Smith en 1880, elle a été nommée en l'honneur d'Alfred Newton (1829-1907), zoologue, professeur à l'Université de Cambridge et explorateur de l'Arctique. 